# Mury miejskie w Bieczu
Mury miejskie w Bieczu - ciąg murów miejskich sięgający początku XIV w. Początkowo miały długość ok. 1200 metrów. W ciągu dziejów system obronny miasta zmieniał się w zależności od technik wojennych. Do dzisiaj zachowały się tylko fragmenty - w okolicach kościoła parafialnego oraz resztki murów z częścią przyziemną kwadratowej baszty koło szpitala Św. Ducha.
Niedaleko kościoła znajdują się odkryte w 1964 roku fundamenty jednego z trzech znanych w Polsce barbakanów.
W całości zachowały się jedynie trzy baszty z siedemnastu:
- Baszta Kowalska zwana też Plebańską, w której mieści się ekspozycja muzealna,
- dzwonnica także pełniąca funkcję baszty, zwana Basztą Rzeźnicką,
- Baszta Radziecka (nazwa pochodzi od rajców bieckich) w której także znajduje się ekspozycja muzealna.

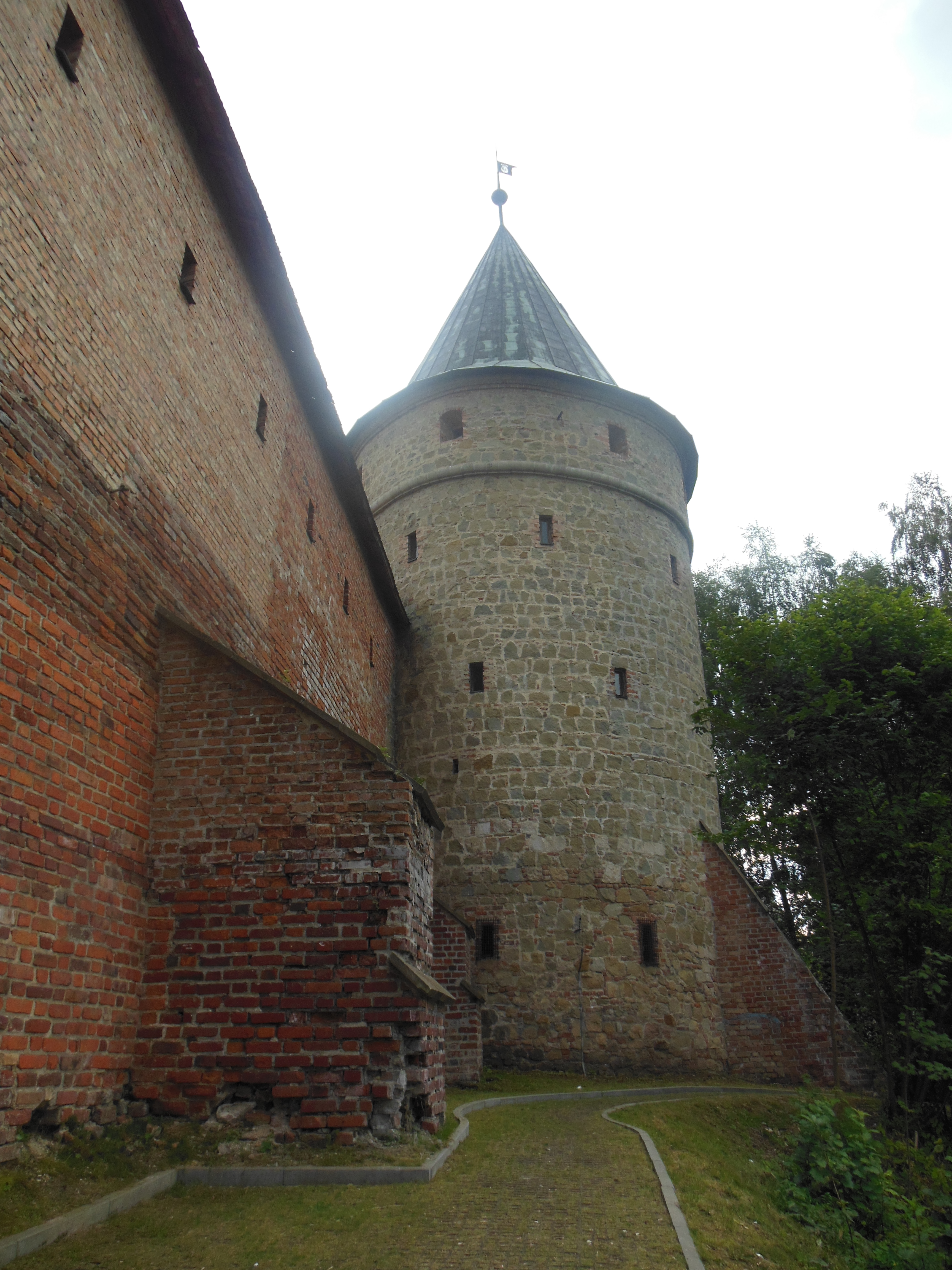
Baszta Kowalska
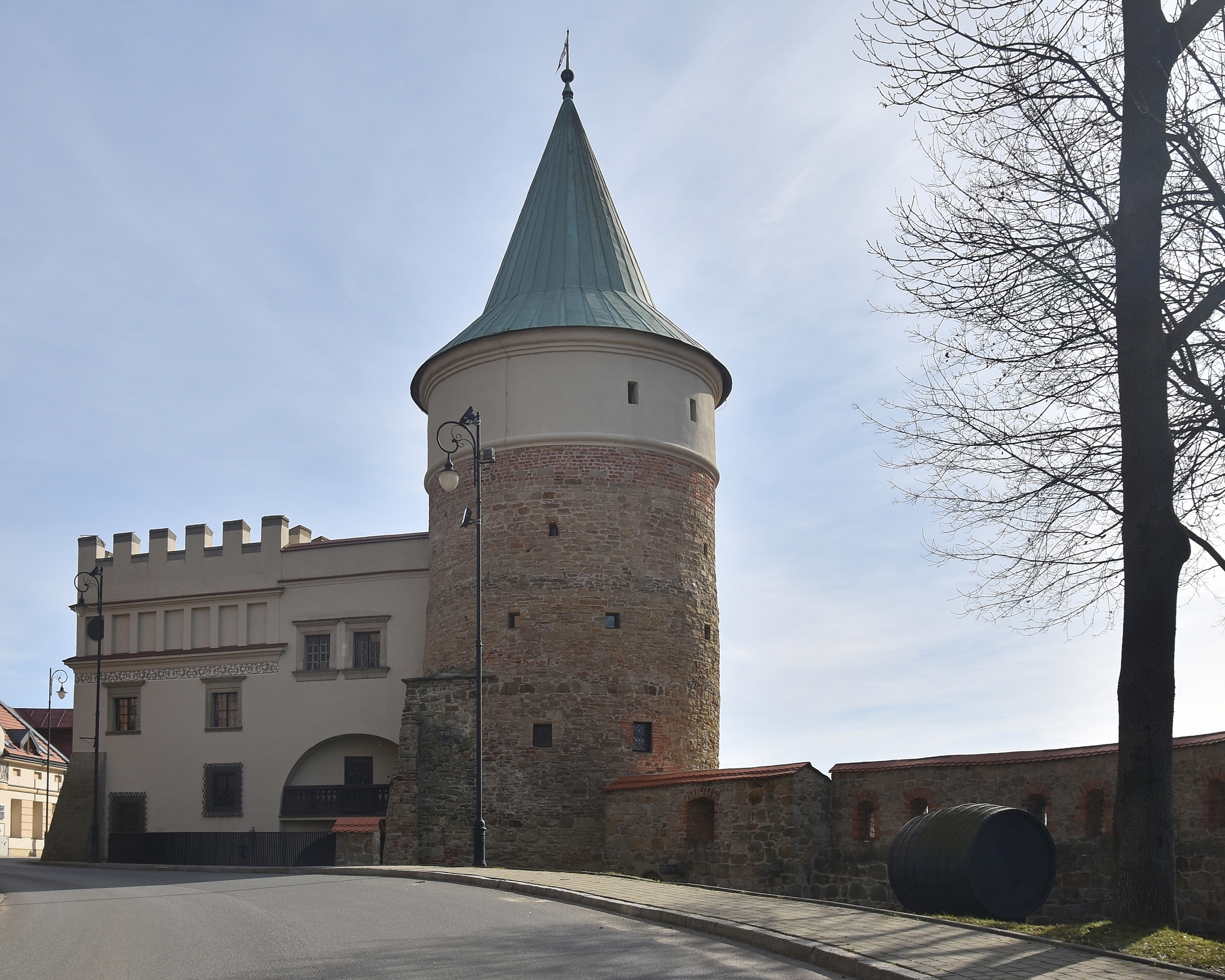
Baszta Radziecka (Dom Z Basztą)
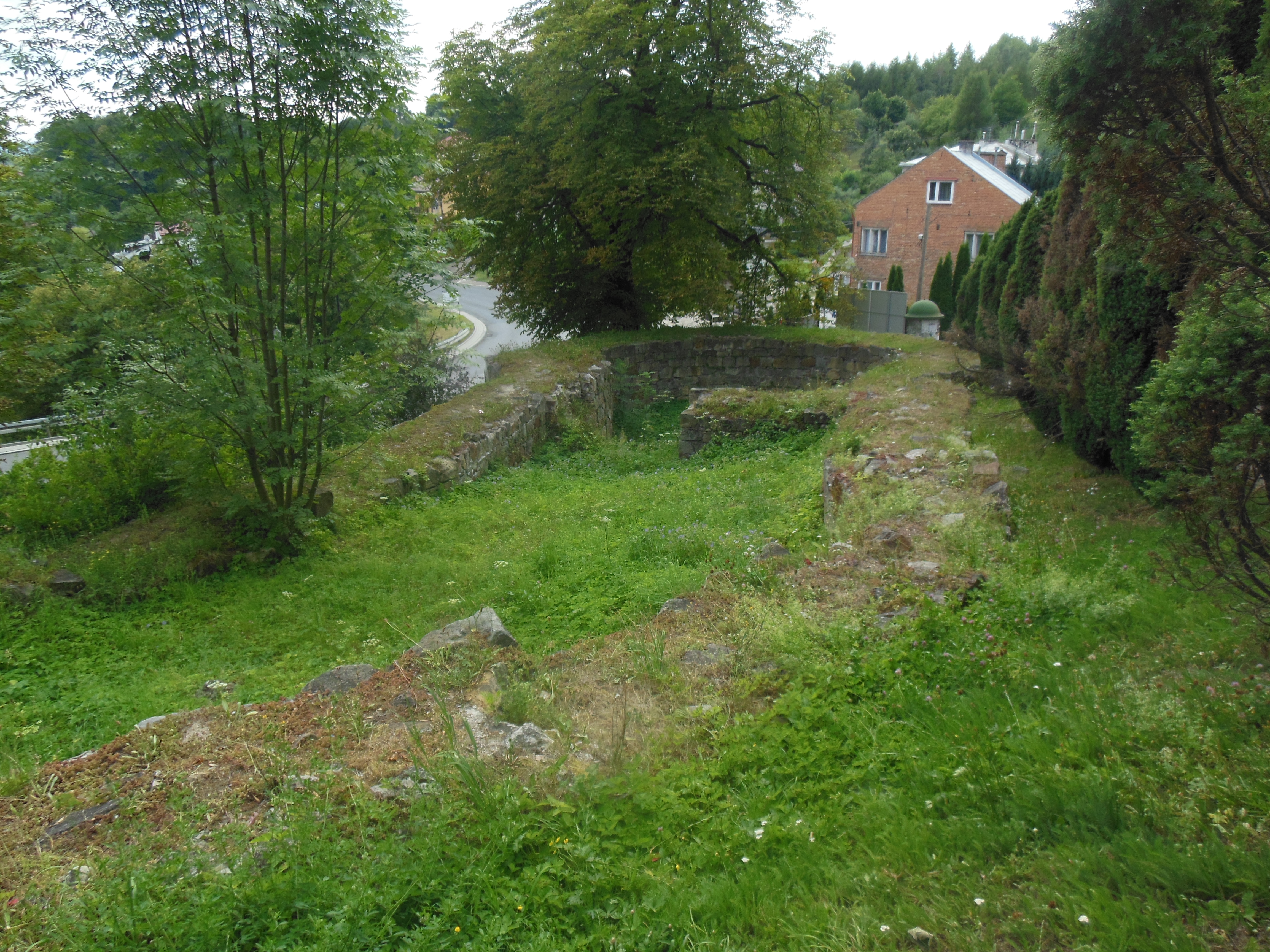
Barbakan